# دیاگو پیرس
دیاگو پیرس (به پرتغالی: Diogo José Pires) مدافع اهل برزیل است که در شهر برزیل و در تاریخ ۱۸ نوامبر ۱۹۸۱ به دنیا آمده‌است.
دیاگو پیرس در تیم‌های فوتبال União Barbarense سابقهٔ حضور دارد.